# Gia Hưng tạng
Gia Hưng tạng (chữ Hán: 嘉兴藏), tên đầy đủ là Minh Gia Hưng Lăng Nghiêm tự Phương sách bản Đại tạng kinh (明嘉兴楞严寺方册本大藏经), còn được gọi là Lăng Nghiêm tự tạng (楞严寺藏), Minh bản (明本), Vạn Lịch tạng (万历藏), Cảnh Sơn tạng (径山藏), là một phiên bản Đại tạng kinh mộc bản, được thực hiện từ thời nhà Minh sang đến thời nhà Thanh. Gia Hưng tạng bổ sung nhiều kinh văn không chính thức so với các phiên bản Đại tạng kinh trước đó, được xem là bộ tổng tập đầy đủ đầu tiên của Đại tạng kinh.

## Lịch sử
Năm Vạn Lịch thứ 7 (1579), khi Viên Liễu Phàm, người Gia Hưng, đang tham thiền tại Vân Cốc hội, ông cùng với hai pháp sư Huyễn Dư và Pháp Bản, đề xuất ý tưởng khắc sách vuông (方册, phương sách) để sưu tầm kinh văn. Lục Quang Tổ, một cư sĩ ở Ngũ Đài Sơn, đã viết lời tựa "Mô khắc thư sách Đại tạng kinh duyên khởi tự" (摹刻书册大藏经缘起序) vào năm Vạn Lịch thứ 12 (1584). Mùa thu năm Vạn Lịch thứ 14 (1586), các đại sư Tử Bá Chân Khả, Mật Tàng Đạo Khai, Hám Sơn Đức Thanh, trù tính kế hoạch; Lục Quang Tổ cùng các sa-môn của Hưng Biện nghĩa học đảm nhận hiệu đính. Kinh phí dự kiến là 3 vạn, trong vòng 10 năm sẽ hoàn thành.
Năm Vạn Lịch thứ 17 (1587), Đại sư Tử Bá Chân Khả của chùa Lăng Nghiêm đã khởi xướng việc khắc kinh Phật tại am Diệu Đức (Sơn Tây), nơi tương truyền Văn-thù-sư-lợi hiển linh, và đã khắc hơn 500 quyển trong một năm. Năm Vạn Lịch thứ 21 (1593), công trình được chuyển đến chùa Cảnh Sơn và am Tịch Chiếu ở Chiết Giang để tiếp tục khắc. Năm Vạn Lịch thứ 31 (1603), đại sư Chân Khả bị vu oan rồi chết trong ngục, đại sư Đức Thanh bị đày đến Nam Hải. Việc khắc kinh tiếp tục được thực hiện dưới sự hỗ trợ của Lục Quang Tổ, Phùng Mộng Trinh, Viên Liễu Phàm và những người khác, phân tán thực hiện ở Gia Hưng, Ngô Giang, Kim Đàn, Ngu Sơn và những nơi khác theo định dạng của phiên bản Cảnh Sơn. Đến thời Sùng Trinh thì tiến độ bị chậm lại, và mãi đến năm Khang Hy thứ 15 thời nhà Thanh (1676), công trình mới hoàn thành, được in và phát hành tại chùa Lăng Nghiêm ở Gia Hưng. Ban đầu, các mộc bản được tập trung tại am Tịch Chiếu và chùa Hóa Thành, đều tại Cảnh Sơn, do đó có tên là "Cảnh Sơn tạng", tuy nhiên việc in và phát hành lại được thực hiện ở chùa Lăng Nghiêm ở Gia Hưng. Trong thời Khang Hy, các mộc bản được tập trung về chùa Lăng Nghiêm, nên lại có tên là Gia Hưng tạng hoặc Lăng Nghiêm tự tạng, Vạn Lịch tạng,... Nhân vì đây là mộ ấn bản in sách vuông buộc bằng chỉ, nó khác với các ấn bản cuộn và gấp của các mộc bản khác, nên nó còn được gọi là Phương sách Đại tạng kinh (方册大藏经).

## Nội dung
Ban đầu, bản khắc Gia Hưng tạng có hai mặt cho mỗi mộc bản, mỗi mặt có 10 dòng, mỗi dòng có 20 chữ, được khắc trên cả hai mặt của một tấm gỗ lê dày một inch. Phần Chính tạng có 1.654 bộ, 6.956 quyển, đánh thứ tự theo phương pháp Thiên tự văn, bắt đầu bằng “thiên” và kết thúc bằng chữ “ngư”, về lý thuyết sử dụng 678 chữ thứ tự, tương tự như Nam Bắc tạng. Trên thực tế, phần Chính tạng chỉ có 210 chữ được sử dụng, phần Tục tạng sử dụng 95 chữ, phần Hựu tục tạng sử dụng 47 chữ. Tổng cộng có 352 chữ đánh dấu, 2.141 bộ và hơn 12.600 quyển trong toàn bộ tổng tạng. Sau năm Khang Hy thứ 16 (1677), 5 bộ trong phần Tục tạng và 4 bộ trong phần Hựu tục tạng đã bị loại bỏ khỏi tổng tạng. Tuy nhiên, Thư viện Quốc gia Trung Quốc và Hiệp hội Phật giáo Bắc Kinh vẫn lưu trữ toàn bộ tổng tạng.
Kinh văn Phật giáo được thu thập trong Gia Hưng tạng chủ yếu được viết bởi các tăng nhân và Phật tử Trung Quốc trong các triều đại nhà Minh và đầu nhà Thanh, và có hơn 600 loại. Ngoài việc thay đổi kiểu đóng sách gấp được sử dụng trong kinh văn Phật giáo trước đây thành kiểu đóng sách nhẹ bằng chỉ, tổng tạng chủ yếu thu thập một số lượng lớn các tác phẩm không nằm trong các tổng tạng trước đó vào trong phần "Tục tạng" và "Hựu tục tạng", bao gồm phần sớ thích (giải nghĩa), sám nghi (thú tội), ngữ lục (trích dẫn), v.v. So sánh với "Khai Nguyên Thích giáo lục" đời Đường, "Khai Bảo tạng" đời Bắc Tống, "Triệu Thành Kim tạng" đời Kim, "Nguyên Quan bản tạng kinh" đời Nguyên, "Hồng Vũ Nam tạng", "Vĩnh Lạc Bắc tạng", "Vĩnh Lạc Nam tạng" đời Minh, "Càn Long tạng" đời Thanh, "Gia Hưng tạng " có quy mô lớn nhất và nội dung phong phú nhất. Nó luôn được coi là kinh điển Phật giáo Hán truyền hoàn chỉnh nhất.